# 쇼니 후유스케
쇼니 후유스케(少弐 冬資)는 일본 남북조 시대(南北朝時代)의 무장이다. 쇼니씨(少弐氏)의 8대 당주로 쇼니 요리히사(少弐頼尚)의 둘째 아들이다.

## 생애
아버지 요리히사의 사위로써 옹립되었던 아시카가 다카우지의 사생아이자 아시카가 다다요시의 양자인 아시카가 다다후유(足利直冬)로부터 이름 한 자를 받아 후유스케(冬資)라고 불리게 되었다(형 다다스케直資의 이름도 마찬가지로 다다후유로부터 이름 한 자를 받은 것이다).
이 무렵 규슈에서는 기쿠치 씨(菊池氏)나 세이세이다이쇼군(征西大将軍) 가네요시 친왕(懐良親王) 등 남조 세력이 대두해 북조 세력(막부측)은 그에 밀리고 있었다. 후유스케의 아버지 요리히사는 쇼군 다카우지의 사생아이자 쇼군의 동생 다다요시의 양자였던 다다후유를 사위로 삼고 옹립하는 등 한때는 남조와 동조하였으나 다다후유가 몰락하자 남조와 공통의 적이었던 규슈 단다이(九州探題) 잇시키 노리우지(一色範氏)의 격파에 성공하는 등 남조와 적대할 기세를 보인다.
쇼헤이(正平) 14년/엔분(延文) 4년(1359년) 지쿠고 강(筑後川)의 전투에서 기쿠치 타케미쓰(菊池武光) 등 남조에 패해 형 다다스케가 전사하고 후유스케가 대신 요리히사의 적자가 되었고, 2년 뒤인 쇼헤이 16년/고안(康安) 원년(1361년)에 다자이후(大宰府) 우치 산성(有智山城)으로 밀려난 아버지 요리히사가 그대로 은거하면서, 가독을 이어받게 된다.
당주가 된 후유스케는 오토모 씨(大友氏)나 시마즈 씨(島津氏)와 협력해 남조 세력과 전투를 벌이는 한편으로 막부로부터 새로운 규슈 단다이를 파견해 줄 것을 요청하였다. 당시의 쇼군 아시카가 요시미쓰(足利義満)는 이를 수락하고 겐토쿠(建徳) 2년/오안(応安) 4년(1371년) 이마가와 사다요(今川貞世, 이마가와 료슌)를 단다이로써 규슈로 보내온다. 후유스케도 사다요를 지지해 오안 5년/분주(文中) 원년(1372년) 2월에 오우치 히로요(大内弘世)와 함께 대장을 맡게 되어 지쿠젠국(筑前国)의 다라쿠라 성(多良倉城)와 다카미 성(鷹見城)을 공격하였다. 이때 후유스케는 패해 물러났으나 아키국(安芸国)의 모리 씨(毛利氏) ・ 깃카와 씨(吉川氏)、히고국(備後国)의 나가이 씨(長井氏) ・ 야마노우치 씨(山内氏)、이와미국(石見国)의 스오 씨(周布氏) 등의 협력을 얻어 두 성을 함락시킬 수 있었으며 나아가 8월에는 남조 정서부(征西府)의 정청(政庁)으로 쓰이던 다자이후도 북조측의 손에 넣게 된다.
덴주(天授) 원년/에이와(永和) 원년(1375년), 료슌은 기쿠치 씨의 본거지였던 히고국(肥後国)을 제압하기 위해 히고 미즈시마(水島)로 진군하였다. 이 무렵 그는 규슈의 유력한 3대 무가였던 시마즈 우지히사(島津氏久) ・ 오토모 지카요(大友親世)와 쇼니 후유스케를 소집하였다. 우지히사와 지카요는 료슌의 소환에 응하였으나 후유스케는 응하지 않았다. 이 무렵 무나카타 오오구지 가문(宗像大宮司家) 소유의 사령(社領)에 대한 침탈이나 소란을 저지르며 료슌으로부터 이를 그만두라는 통보를 받기도 했다. 료슌으로부터 후유스케를 자신의 군진에 출두시키라는 명을 받은 우지히사는 양자간 대립을 우려해 후유스케를 설득했고 후유스케는 이에 미즈시마로 와서 료슌의 군진에 출두했으나, 환영 연회 도중에 료슌의 밀명을 받은 이마가와 나카아키(今川仲秋)에게 암살당하고 만다(미즈시마의 변水島の変).
후유스케 사후 가독은 동생 요리즈미(頼澄)가 이었고 쇼니 일족은 다시금 남조측에 동조해 이마가와 사다요에 저항하였다.